# Gostiwar
Gostiwar (maced. Гостивар, alb. Gostivari) – miasto w północno-zachodniej Macedonii Północnej, w południowej części kotliny Połog, nad Wardarem. Ośrodek administracyjny gminy Gostiwar. Liczba mieszkańców – 35 847 osób (47% Albańczyków, 33% Macedończyków, 13% Turków, 5% Romów, dane z 2002 – po reformie administracyjnej w 2004 proporcje uległy zmianie).

## Historia
W starożytności Gostiwar nosił nazwę Drau-Dak. rzymski historyk Tytus Liwiusz wspomina, że podczas III wojny macedońskiej zdobył to miasto macedoński król Perseusz. Pod koniec XIX wieku Gostiwar liczył około 4 tys. mieszkańców, w większości Turków. Miasto zaczęło się rozwijać pod koniec XIX wieku i stało się ważnym ośrodkiem handlowym.
Dzisiejszy Gostiwar jest ośrodkiem przemysłowym, głównie przemysłu lekkiego i przetwórstwa surowców mineralnych. W ostatnich latach bujnie rozwija się handel. Przez Gostiwar przebiegają droga i linia kolejowa ze Skopja do Kiczewa przez Tetowo. W połowie 1997 Gostiwar wraz z pobliskim Tetowem stał się widownią zamieszek wynikłych na tle irredenty albańskiej.

## Zabytki
Do zabytków miasta należą wieża zegarowa z 1728/29 i meczet z 1688. Na listę zabytków został również wpisany dom z XVIII wieku Begowa kuḱa oraz Kuḱata na Ahmet Czako (dom Ahmeta Czako).

## Turystyka
Kilka km na południe od Gostiwaru leży wieś Wrutek ze źródłami Wardaru. Miasto jest turystyczną bazą wypadową w góry Szar Płanina i do parku narodowego Mawrowo.